# Melomantis
Melomantis es un género de mantis  (insectos del orden Mantodea) que cuenta con las siguientes especies. Es originario de África.

## Especies
- Melomantis africana
- Melomantis asema